# Nazionale maschile di beach soccer di Trinidad e Tobago
La nazionale di beach soccer di Trinidad e Tobago rappresenta Trinidad e Tobago nelle competizioni internazionali di beach soccer.

## Rosa
| N. |                              | Ruolo | Calciatore     |
| -- | ---------------------------- | ----- | -------------- |
|    | Trinidad e Tobago (bandiera) | P     | Victor Thomas  |
|    | Trinidad e Tobago (bandiera) | P     | Zane Coker     |
|    | Trinidad e Tobago (bandiera) | D     | Ryan Augustine |
|    | Trinidad e Tobago (bandiera) | D     | Lemuel Lyons   |
|    | Trinidad e Tobago (bandiera) | D     | Jesse Bailey   |
|    | Trinidad e Tobago (bandiera) | D     | Hakeem King    |

| N. |                              | Ruolo | Calciatore       |
| -- | ---------------------------- | ----- | ---------------- |
|    | Trinidad e Tobago (bandiera) | A     | Chad Appoo       |
|    | Trinidad e Tobago (bandiera) | A     | Kerwin Stafford  |
|    | Trinidad e Tobago (bandiera) | A     | David Mc Dougall |
|    | Trinidad e Tobago (bandiera) | A     | Kevon Woodley    |
|    | Trinidad e Tobago (bandiera) | A     | Kareem Perry     |
|    | Trinidad e Tobago (bandiera) | A     | Makan Hislop     |